# Return of the Living Dead III
Return of the Living Dead III (Originaltitel Return of the Living Dead 3) ist ein US-amerikanischer Horrorfilm des Regisseurs Brian Yuzna aus dem Jahr 1993. 
Die Inszenierung ist nach Dan O’Bannons Verdammt, die Zombies kommen (Originaltitel: The Return of the Living Dead, 1985) und Toll treiben es die wilden Zombies (Originaltitel: Return of the Living Dead Part II, 1988) unter der Regie von Ken Wiederhorn der dritte Teil einer fünfteiligen Zombiefilmreihe. Von 1994 bis Juli 2019 war der Film indiziert. Nach einer Neuprüfung durch die FSK wurde die ungekürzte Fassung ab 16 Jahren freigegeben.

## Handlung
In den 1960er-Jahren experimentiert die US Army während des sogenannten Marihuanakrieges mit einem leicht flüchtigen und gefährlichen Kampfstoff namens 2-4-5 Trioxin. Die gasförmige Substanz lässt Tote wiederauferstehen und mutiert diese in eine äußerst widerstandsfähige Spezies – mit fatalen Folgen. Da man die erweckten Kreaturen weder bekämpfen noch vernichten kann, werden sie wider Willen zusammengetrieben und in Fässer gezwängt.
In der Gegenwart wird das streng geheime Militärprojekt unter der Leitung des wissenschaftlichen Offiziers Colonel John Reynolds wieder aufgenommen. Ziel ist die Erschaffung von unzerstörbaren Bio-Einheiten, um die Kriegsführung langfristig zu revolutionieren. Mit einem Team aus Wissenschaftlern und zwei hochrangigen Offizieren wird ein Toter mit Trioxin wiederbelebt, doch irgendetwas läuft schief und der zum Zombie mutierte Untote richtet unter den Wissenschaftlern ein Blutbad an. Der abstruse militärische Versuch wird heimlich von zwei neugierigen Jugendlichen beobachtet, Julie und deren Freund Curt, dem Sohn des Forschungsleiters. Das kühne Experiment misslingt, eine Katastrophe kann glücklicherweise abgewendet werden und der verantwortliche Leiter des Projekts Colonel Reynolds wird degradiert und nach Oklahoma City versetzt.
Am Abend kommt es zu einem Streit zwischen Vater und Sohn, da sich der rebellische Stammhalter weigert, seinem verwitweten Vater in die neue Stadt zu folgen. Curt beschließt, mit Julie in Frieden zusammenzuleben und das Weite zu suchen. Auf dem Weg aus der Stadt verliert er die Kontrolle über sein Motorrad, es kommt zu einem folgenschweren Unfall, bei dem Julie stirbt. Seiner geliebten Gefährtin beraubt, schleicht er sich verzweifelt in die Militärbasis ein, um im Versuchslabor seines Vaters den leblosen Körper Julies zu reanimieren. Das Experiment gelingt, die ahnungslose Geliebte erwacht dank ihrer starken Bindung zu Curt nicht als Zombiebestie, sondern vielmehr als eine tragische Untote. Das wiedervereinte Paar flüchtet, verfolgt von alarmierten Spezialsicherheitskommandos. Colonel Reynolds macht sich ebenfalls mit ein paar loyalen Männern auf die Suche seines Sohnes.
Auf ihrer Odyssee klagt Julie urplötzlich über einen mysteriösen, unstillbaren Hunger. In einem nahegelegenen Supermarkt entdeckt die Schönheit schließlich ihre Gier nach Fleisch und Blut, als sich die Ereignisse überstürzen und sie ein männliches Mitglied einer vierköpfigen Latino-Gang, Mogo, beißt. Die Bandenmitglieder schwören Rache und folgen – wie auch das, ein öffentliches Bekanntwerden der geheimen Versuche verhindern wollende, Militär – dem Paar in die Kanalisation. Der fassungslose Curt erkennt nun, dass seine Herzdame kannibalistische Züge entwickelt. Für Julie ist der Zustand gleichwohl untragbar, und sie versucht, ihr Dasein durch einen missglückten Suizid zu beenden, da sie ihr aufkommendes Verlangen nach Menschenfleisch nur kurzfristig durch Selbstverstümmelungen und Schmerzen stillen kann. Derweil treffen sie den dunkelhäutigen Vagabunden Riverman, der ihnen in der Unterwelt eine Zuflucht gewährt. Nach einer kurzen Verschnaufpause wird das Trio von den vielen Verfolgern gestellt. Zuerst werden sie von der Straßengang um deren Anführer Santos, dem infizierten Mogo, Felipe und Alicia bedrängt. Julie scheint nun gänzlich die Kontrolle über sich zu verlieren und tötet zwei der Angreifer, während der zum Zombie mutiert Mogo Alicia infiziert, die sich ebenfalls in ein blutrünstiges Ungetüm verwandelt. In höchster Not tötet Julie auch den barmherzigen Riverman, bevor sie weinend von Curt Hilfe einfordert. Just in diesem Moment rückt der rettende Colonel mit einer Spezialeinheit an und tötet alle anwesenden Zombies, während Julie regungslos zu Boden geht.
Am Ende des Films wird der kooperative Curt zu einem Verhör zitiert, das für ihn und seinen Vater folgenlos bleibt. Auf die Frage, was mit Julie passiert sei, erhält er jedoch eine unbefriedigende Antwort, so dass er in Eigenregie die Forschungsanlage inspiziert. Er wird Zeuge, wie die Kreaturen im Namen der Wissenschaft zerstückelt und unter menschenunwürdigen Bedingungen gehalten werden. Bald darauf entdeckt er auch die weinende Julie, die von den Wissenschaftlern angepriesene neue „Wunderwaffe“. Curt befreit seine Freundin und löst so unweigerlich eine Katastrophe aus, die in einem Endzeitszenario endet. Fast alle Personen werden von gefangenen Zombies getötet. Die gesamte Basis wird verriegelt und der inzwischen gebissene, dem Tod geweihte Curt springt mit seiner Julie dem Flammentod entgegen. Die beiden wählen den Freitod im Krematorium der Einrichtung.

## Auszeichnungen
Fantastic'Arts Filmfestival in Gérardmer
- 1994: Preisträger des Publikumspreises

Amsterdam Fantastic Film Festival
- 1994: Preisträger des Silver Scream Awards für Brian Yuzna

## Kritiken
Das Lexikon des internationalen Films schrieb, der Film sei ein „hartgesottener Horrorfilm, der mit einschlägigen Effekten zielstrebig auf ein bluttriefendes Finale“ zusteuert.

## Veröffentlichungen
- 1994: Video (New Vision), 80 Minuten
- 1998: Video (Screen Power), 92 Minuten
- 2011: Blu-ray (Laser Paradise), 92 Minuten
- 2018: Mediabook (Koch Films)
- 2019: Mediabook (8 Films), 97 Minuten
- 2023: Mediabook (Plaion)